# Ciorbă de perișoare
Ciorba de perișoare este una din cele mai tipice ciorbe românești. Ingredientele, în special în ceea ce privește verdețurile, diferă de la o regiune la alta.

## Rețeta ciorbei de perișoare
Pentru perișoare: 500 g de carne tocată de porc, vită sau vițel, 60-80 g de orez, o ceapă potrivită, 1 ou, cimbru, pătrunjel, miezul de la o felie de pâine albă înmuiat în apă și stors bine, 1-2 linguri de făină.
Pentru ciorbă: 2-3 litri de apă sau bulion de carne, ½ ardei, 1 ceapă, 1 morcov, opțional o bucată de praz, 2 linguri untdelemn, sare, piper, verdețuri tocate (frunze de țelină, leuștean, mărar, pătrunjel), borș sau zeamă de varză murată după gust, 2 gălbenușuri de ouă, smântână sau iaurt; în plus posibil: ardei iute, mujdei, o roșie tăiată în bucățele..

## Prepararea ciorbei de perișoare
Perișoarele: Mai întâi se pun la fiert 500 de ml. de apă ușor sărată într-o crăticioară. Când apa clocotește, se adaugă orezul și se opărește două minute. Se scurge orezul și se clătește sub jet de apă rece. La carne se adaugă ceapa tăiată foarte mărunt, orezul prefiert, oul, verdeața, sare și piper, poate și o linguriță de paprika dulce, după gust. Se frământă bine compoziția. Apoi se ia cu lingurița din carne, cam cât o măslină mare (în alte rețete cât o prună) și se răsucește în palma udă să capete forma rotundă. După acea perișoarele se tăvălesc prin făină.
Ciorba: Zarzavatul și ceapa se rad prin răzătoarea cu găuri mari sau se taie în formă de chibrit (julienne) și se călesc cu circa două linguri de untdelemn, ca să-și dezvolte aroma. Când apa sărată sau bulionul de carne a început să clocotească, se pun perișoarele și se fierb circa 5 minute la foc mic până când plutesc în zeamă. La sfârșit se adaugă legumele și verdeața, precum și borșul, lăsând ciorba să tragă acoperită vreo trei minute. Smântâna (sau iaurtul) se bate cu gălbenușurile și două linguri de apă rece, apoi se diluează cu un polonic de ciorbă fierbinte și după aceea se răstoarnă în oală. În sfârșit se potrivește gustul de sare, piper și acru. Se servește împreună cu ceva smântână/iaurt și pătrunjel sau mărar verde tocat.

## Variațiuni
- Ciorbă cu perișoare de carne de pui[3]
- Ciorbă cu perișoare de carne de pește[4]
- Dacă se folosește pentru acrit zeamă de lămâie, ciorba se numește „a la grec” dar nu trebuie să fie confundată cu supa greacă, tot cu perișoare, denumită avgolemono.[5]
- Ciorba de perișoare cu sfeclă roșie și legume[6]